# Gauliga Baden 1934/35
De Gauliga Baden 1934/35 was het tweede voetbalkampioenschap van de Gauliga Baden.  VfR Mannheim werd kampioen en plaatste zich voor de eindronde om de Duitse landstitel, waar de club in de groepsfase uitgeschakeld werd.

## Eindstand
| Plaats | Club                       | Wed. | W  | G | V  | Saldo | Ptn.  |
| ------ | -------------------------- | ---- | -- | - | -- | ----- | ----- |
| 1      | VfR Mannheim               | 18   | 12 | 3 | 3  | 53:31 | 27:9  |
| 2      | Karlsruher FC Phönix       | 18   | 9  | 7 | 2  | 40:22 | 25:11 |
| 3      | VfL Neckarau               | 18   | 9  | 5 | 4  | 40:24 | 23:13 |
| 4      | SV Waldhof                 | 18   | 9  | 4 | 5  | 36:25 | 22:14 |
| 5      | VfB Mühlburg               | 18   | 8  | 5 | 5  | 29:27 | 21:15 |
| 6      | Freiburger FC              | 18   | 7  | 5 | 6  | 24:24 | 19:17 |
| 7      | 1. FC Pforzheim            | 18   | 7  | 4 | 7  | 39:27 | 18:18 |
| 8      | Karlsruher FV              | 18   | 3  | 8 | 7  | 23:26 | 14:22 |
| 9      | FC Germania 1906 Karlsdorf | 18   | 0  | 7 | 11 | 11:44 | 7:29  |
| 10     | MFC Lindenhof 08           | 18   | 1  | 2 | 15 | 18:63 | 4:32  |

|  | Kampioen, geplaatst voor nationale eindronde |
|  | Degradatie naar Bezirksliga                  |

## Promotie-eindronde
| Plaats | Club                | Wed. | Saldo | Ptn. |
| ------ | ------------------- | ---- | ----- | ---- |
| 1.     | Amicitia Viernheim  | 4    | 14:10 | 5:3  |
| 2.     | Germania Brötzingen | 4    | 9:8   | 4:4  |
| 3.     | VfR Konstanz        | 4    | 5:10  | 3:5  |

|  | Promotie naar Gauliga Baden 1935/36 |